# استبرق (زیرتیره)
اِسْتَبْرَق (نام علمی: Asclepiadoideae) نام یکی از زیرتیره‌های گیاهی است.
این زیرتیره پیش از این به عنوان تیره استبرقیان (نام علمی: Asclepiadaceae) شناخته می‌شد.
این سرده در راسته گل‌سپاسی‌سانان (نام علمی: Gentianales)، تیرهٔ خرزهره‌ایان (نام علمی: Apocynaceae)، قرار دارد.
استبرقیان به شکل درختچه و بالارونده، دارای شیرآبه و جام گل پیوسته منظم هستند.

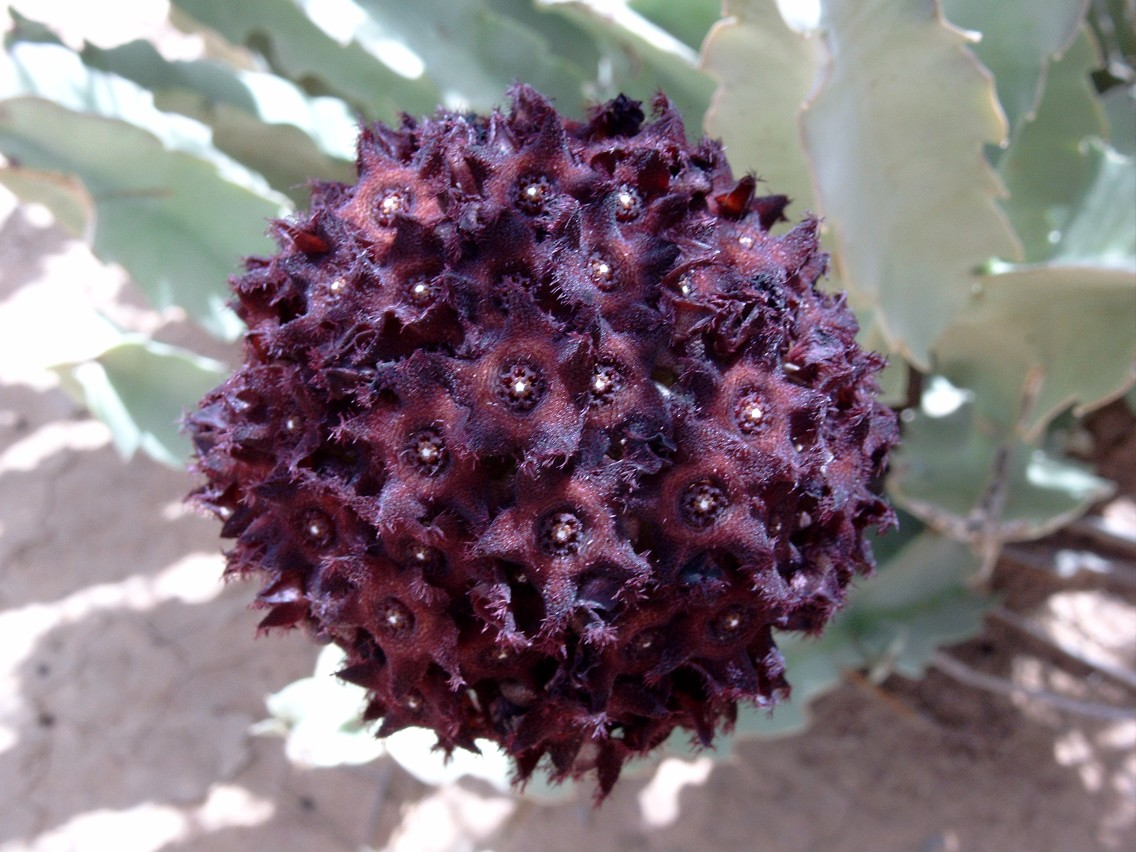
Caralluma acutangula

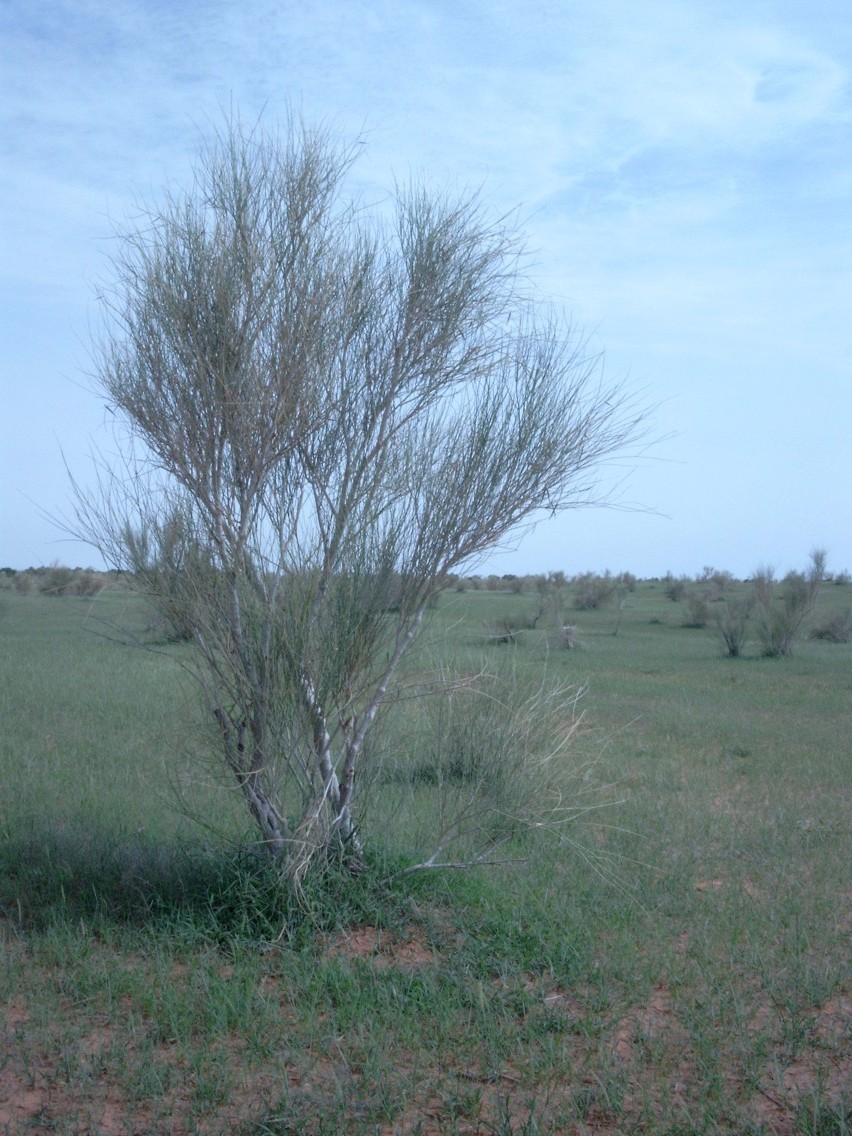
Leptadenia pyrotechnica

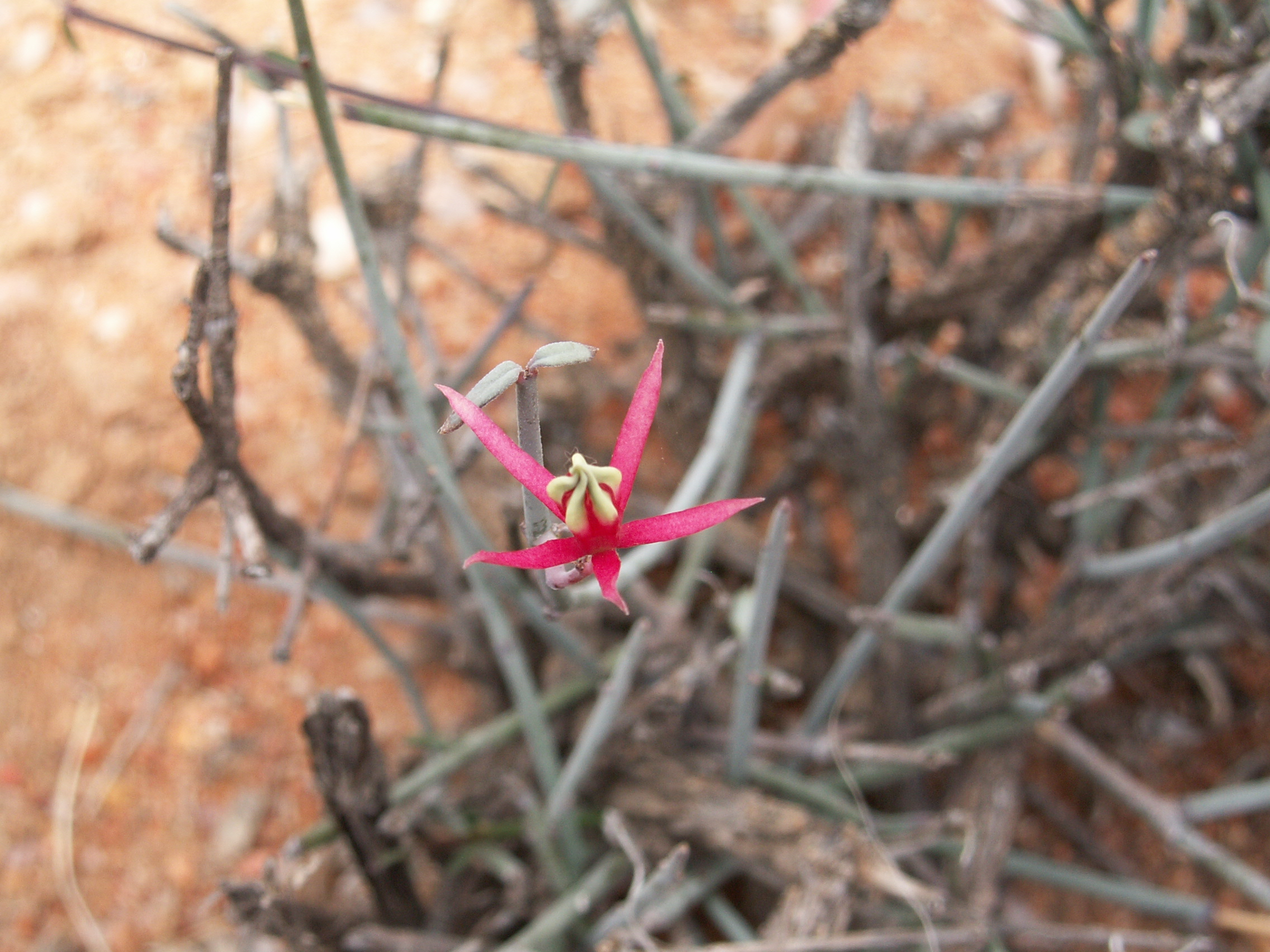
Microloma calycinum, Richtersveld